# Macrosiphum fuscicornis
Macrosiphum fuscicornis är en insektsart. Macrosiphum fuscicornis ingår i släktet Macrosiphum och familjen långrörsbladlöss. Inga underarter finns listade i Catalogue of Life.